# Krîjopil
Krîjopil (în ucraineană Крижопіль) este așezarea de tip urban de reședință a raionului Krîjopil din regiunea Vinnița, Ucraina. În afara localității principale, nu cuprinde și alte sate.

## Demografie
Componența lingvistică a așezării de tip urban Krîjopil
     Ucraineană (98,32%)
     Rusă (1,39%)
     Alte limbi (0,13%)
Conform recensământului din 2001, majoritatea populației așezării de tip urban Krîjopil era vorbitoare de ucraineană (98,32%), existând în minoritate și vorbitori de rusă (1,39%).